# Françoise Hetto-Gaasch

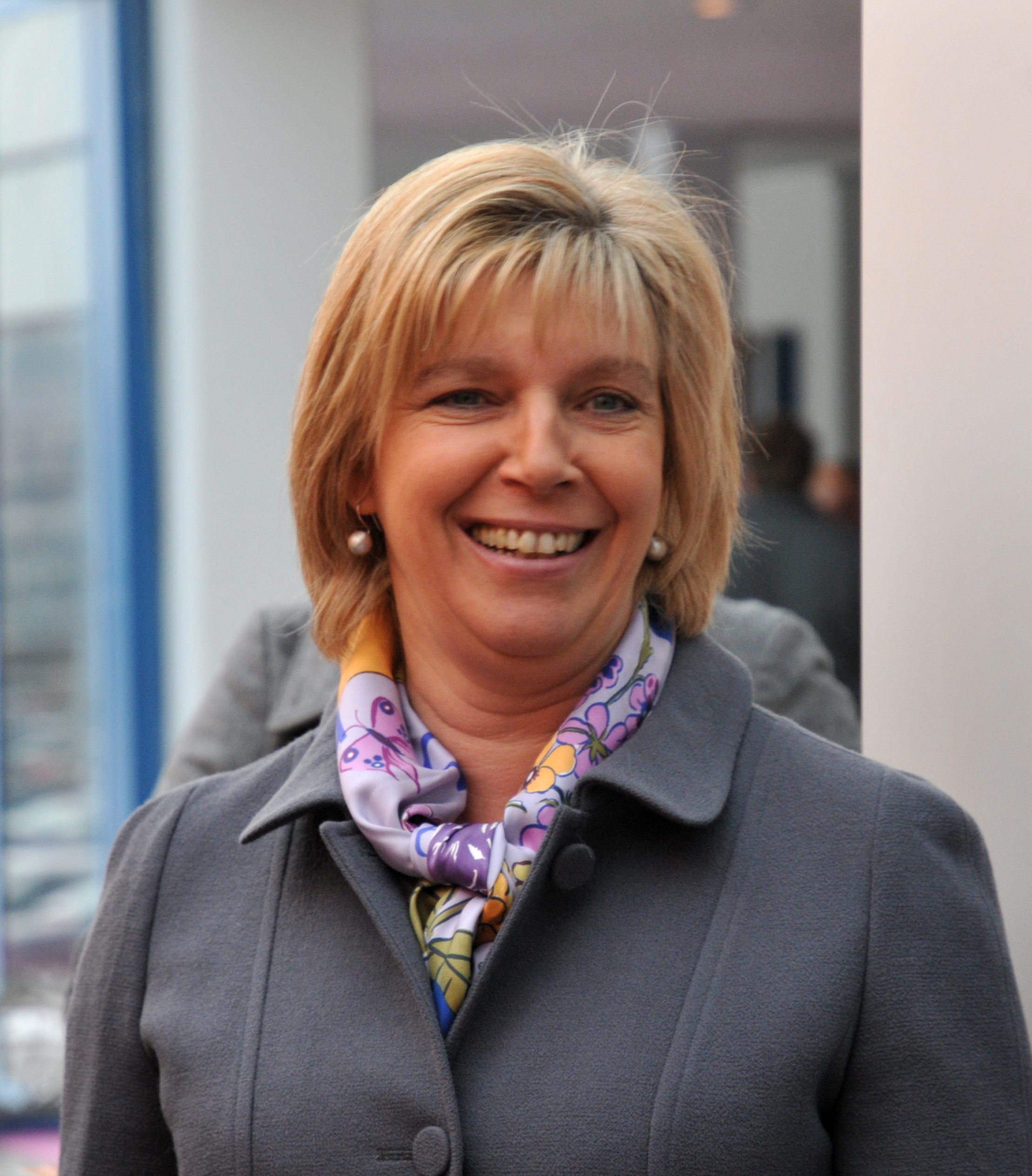
Françoise Hetto-Gaasch (2013)

Françoise Hetto-Gaasch (* 21. Mai 1960 in Düdelingen) ist eine luxemburgische Politikerin der Christlich Sozialen Volkspartei (CSV).

## Leben
Nach dem Besuch des Lycée Michel-Rodange wurde sie Erzieherin. Von 1981 bis 1993 arbeitete sie bei einer gemeinnützigen Stiftung des Roten Kreuzes. Größere Bekanntheit erlangte Hetto in den 1990er Jahren als regelmäßige Moderatorin bei RTL Radio Lëtzebuerg, wo sie von 1992 bis 2004 arbeitete.
1999 trat Hetto der CSV bei und wurde noch im gleichen Jahr in den Gemeinderat ihres Wohnortes Junglinster gewählt. 2004 erhielt sie die meisten Stimmen und hätte einen Anspruch auf das Amt des Bürgermeisters gehabt, ließ jedoch Denis Dimmer den Vortritt. Im September 2007 wurde sie dann Bürgermeisterin und blieb bis Juli 2009 im Amt. 2004 wurde sie erstmals in die Abgeordnetenkammer Luxemburgs gewählt. 2009 und 2013 wurde sie erneut gewählt, verzichtete aber auf ihr Mandat, da sie in der Regierung Juncker-Asselborn Ministerin für Mittelstand und Tourismus sowie Ministerin für Chancengleichheit wurde. Nachdem die CSV nach den Wahlen im Jahr 2013 an der Regierungsbildung nicht mehr beteiligt war, zog sie wieder als Abgeordnete in das luxemburgische Parlament ein. Sie ist unter anderem Mitglied des Wirtschaftsausschusses, des Ausschusses für Familie und Integration und des Ausschusses für Erziehung, Kinder und Jugend. Hetto-Gaasch war stellvertretende Parteivorsitzende der CSV. Nachdem sie im Herbst 2021 ihren Rücktritt aus dem Parlament verkündet hatte, übernahm Max Hengel Anfang 2022 als Nachrücker ihr Mandat.
Françoise Hetto-Gaasch ist verheiratet und hat zwei Kinder.